# حوزه انتخابیه ورزقان
حوزهٔ انتخابیه ورزقان (ورزقان و خاروانا) حوزهٔ انتخاباتی استان آذربایجان شرقی است که شامل شهرستان ورزقان و جمعیتی بالغ بر ۴۵٬۷۰۸ نفر می‌شود که تنها حدود ۱٫۲۳ درصد از جمعیت استان را شامل می‌شود. حوزهٔ ورزقان یک کرسی از مجلس شورای اسلامی را به خود اختصاص داده است.

## نمایندگان

### دوره اول
1. شهاب‌الدین بی‌مقدار

### دوره دوم
1. شهاب‌الدین بی‌مقدار

### دوره سوم
1. فریدون قاسمی

### دوره چهارم
1. گل‌محمد الیاسی

### دوره پنجم
1. علی اکبرزاده

### دوره ششم
1. علی اکبرزاده

### دوره هفتم
1. گل‌محمد الیاسی

### دوره هشتم
1. رضا علیزاده

### دوره نهم
1. الله‌وردی دهقانی

### دورهٔ دهم
1. رضا علیزاده[۱]

### دورهٔ یازدهم
1. الله‌وردی دهقانی